# Clinton (Wisconsin)
Clinton è un villaggio degli Stati Uniti d'America, situato in Wisconsin, nella contea di Rock.